# Tråante 2017
Tråante 2017 var ett evenemang i Trondheim i Norge med anledning av 100-årsjubileet av 
Samiska landsmötet 1917. Firandet invigdes med en jubileimsvecka den 4–12 februari 2017 men uppmärksammades hela året. Tråante är det sydsamiska namnet 
för Trondheim. 

## Aktiviteter

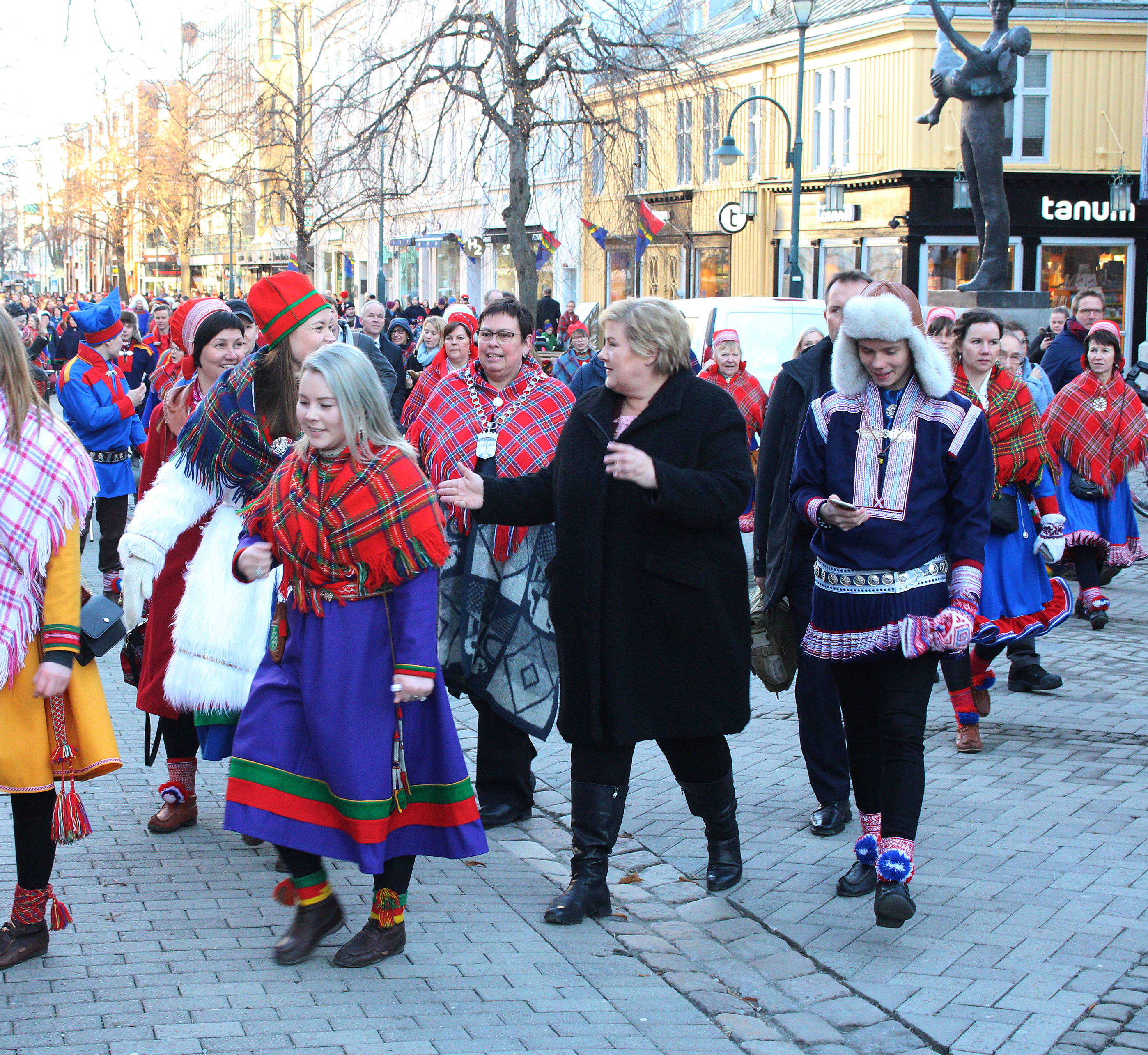
Vandring genom Trondheim på Samernas nationaldag 2017.

Vitenskapsmuseet visade utställningen "Hvem eier historien?" med samiska fynd från södra Norge från 800-talet och framåt. Utställningen, som är ett samarbete mellan Vetenskapsmuseet, Saemien Sijte, Rørosmuseet och Gudbrandsdalsmuseet, har senare visats på andra museer.
Det norska postverket utgav två frimärken i anledning av Tråante 2017. De var utformade av konstnären    Astrid Båhl med motiv som Sametingsbyggnaden i Karasjok, den samiska flaggan och ett porträtt av Elsa Laula Renberg.
Norges Bank utgav ett mynt med samiska motiv i anledningen av jubileet. Det har valören 20 kronor och är utformat av konstnären 
Annelise Josefsen.
Den 6 februari 2017 invigdes ett 
samiskt altare i oljad björk i Nidarosdomen. Det är dekorerat med samiska ornament och en 85 cm hög träskulptur.